# Parkinsonia praecox
Parkinsonia praecox är en ärtväxtart som först beskrevs av Hipólito Ruiz López och Pav., och fick sitt nu gällande namn av Julie Ann Hawkins. Parkinsonia praecox ingår i släktet Parkinsonia och familjen ärtväxter. Inga underarter finns listade i Catalogue of Life.

## Bildgalleri

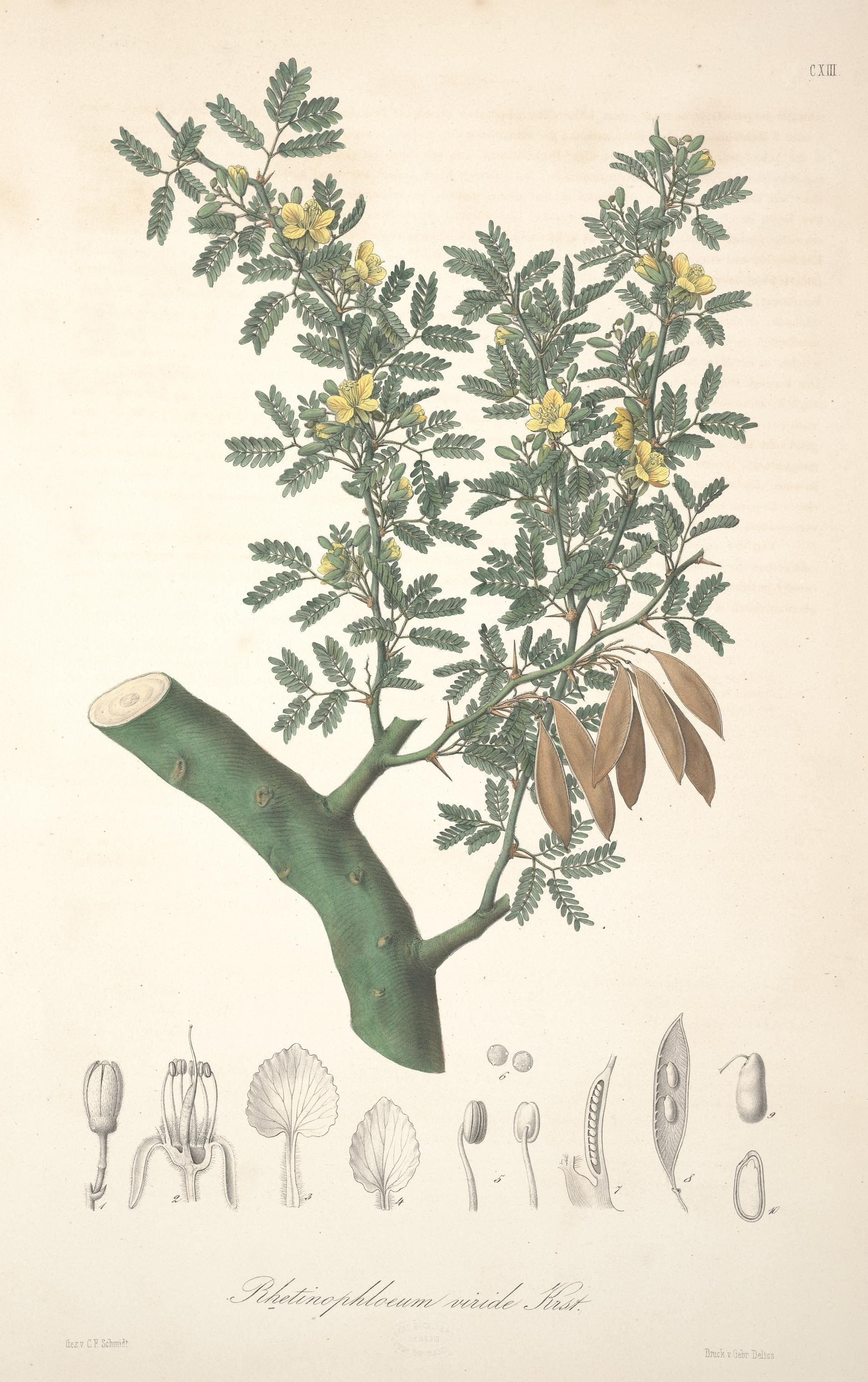
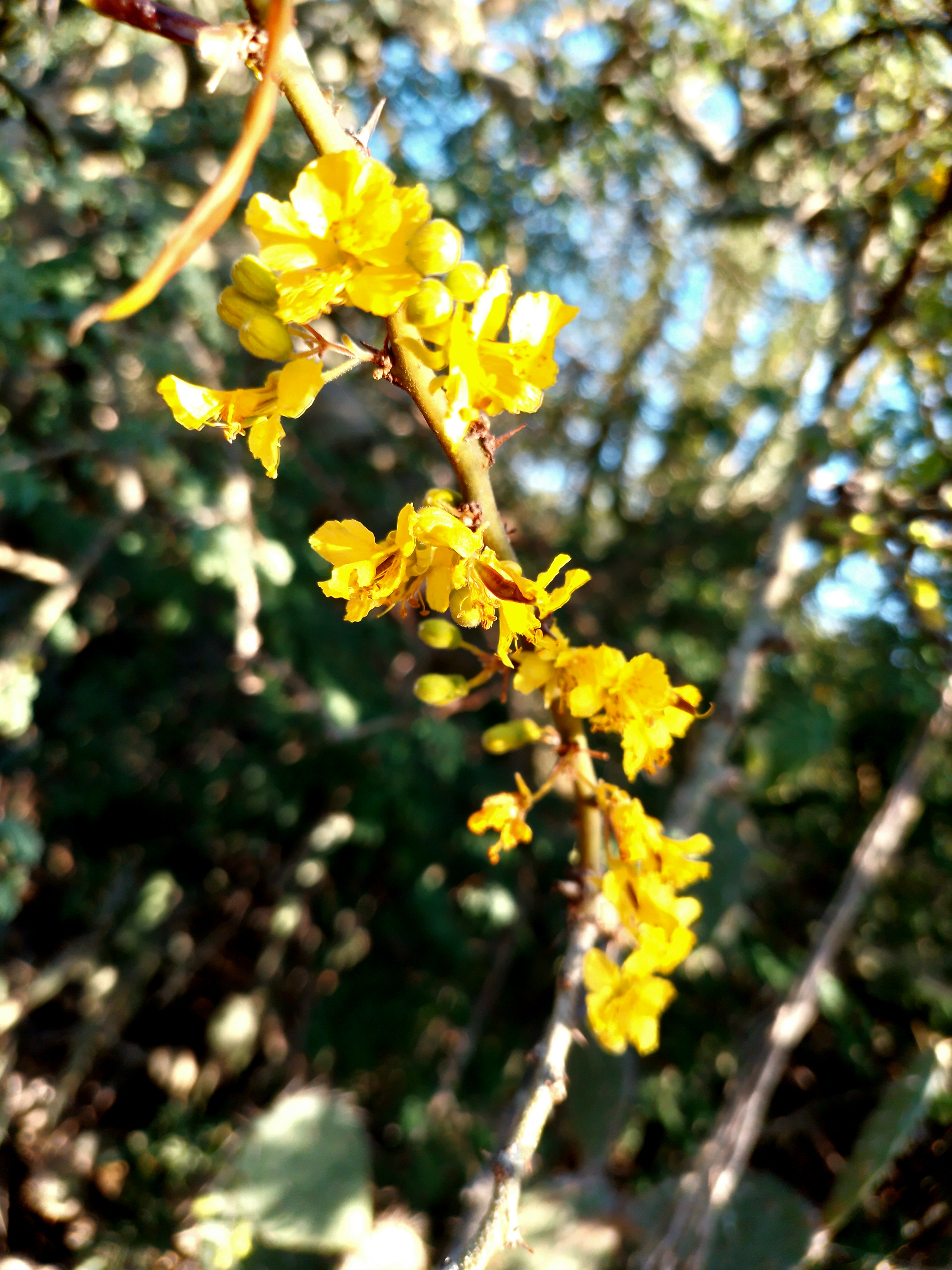
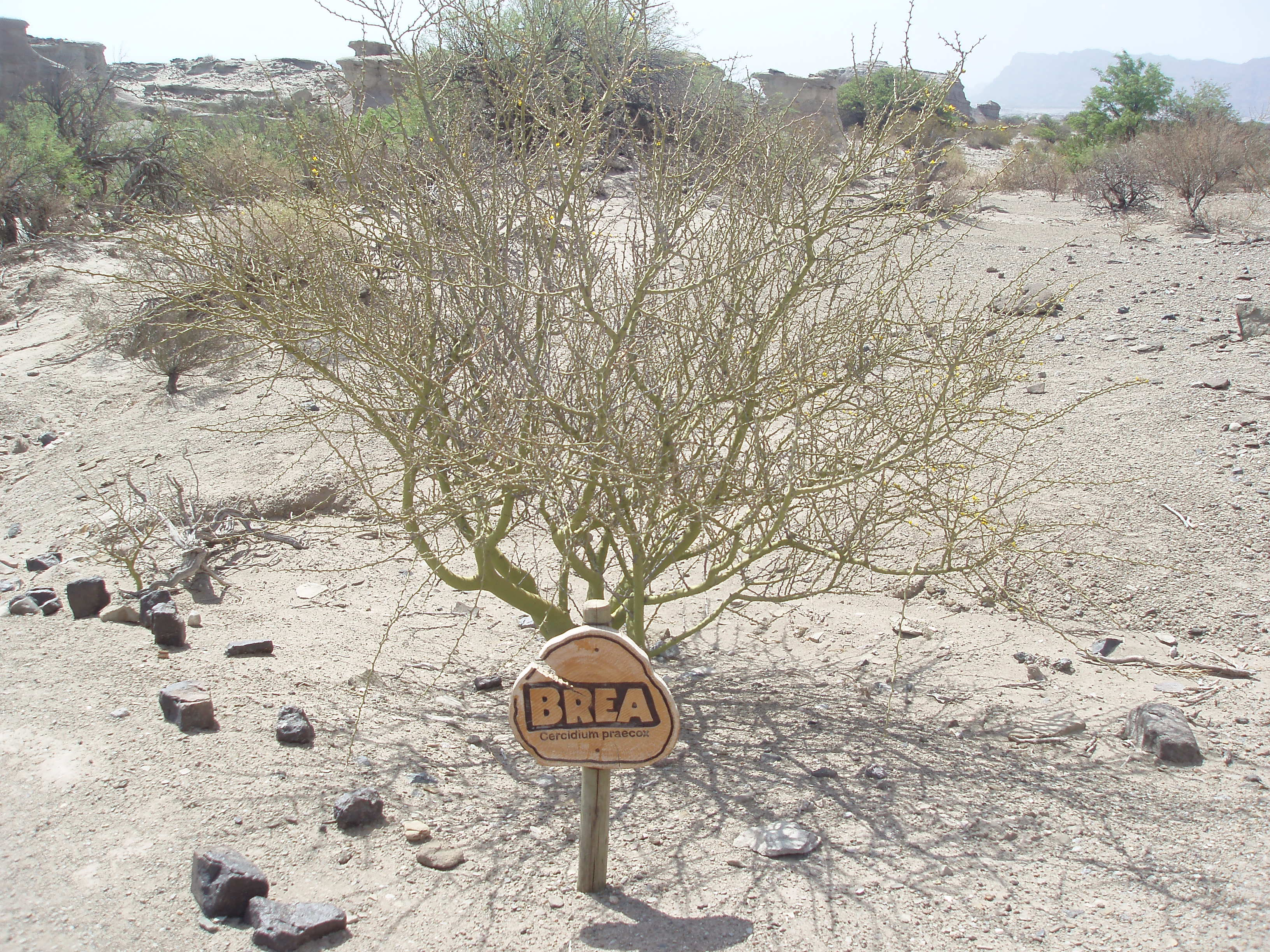
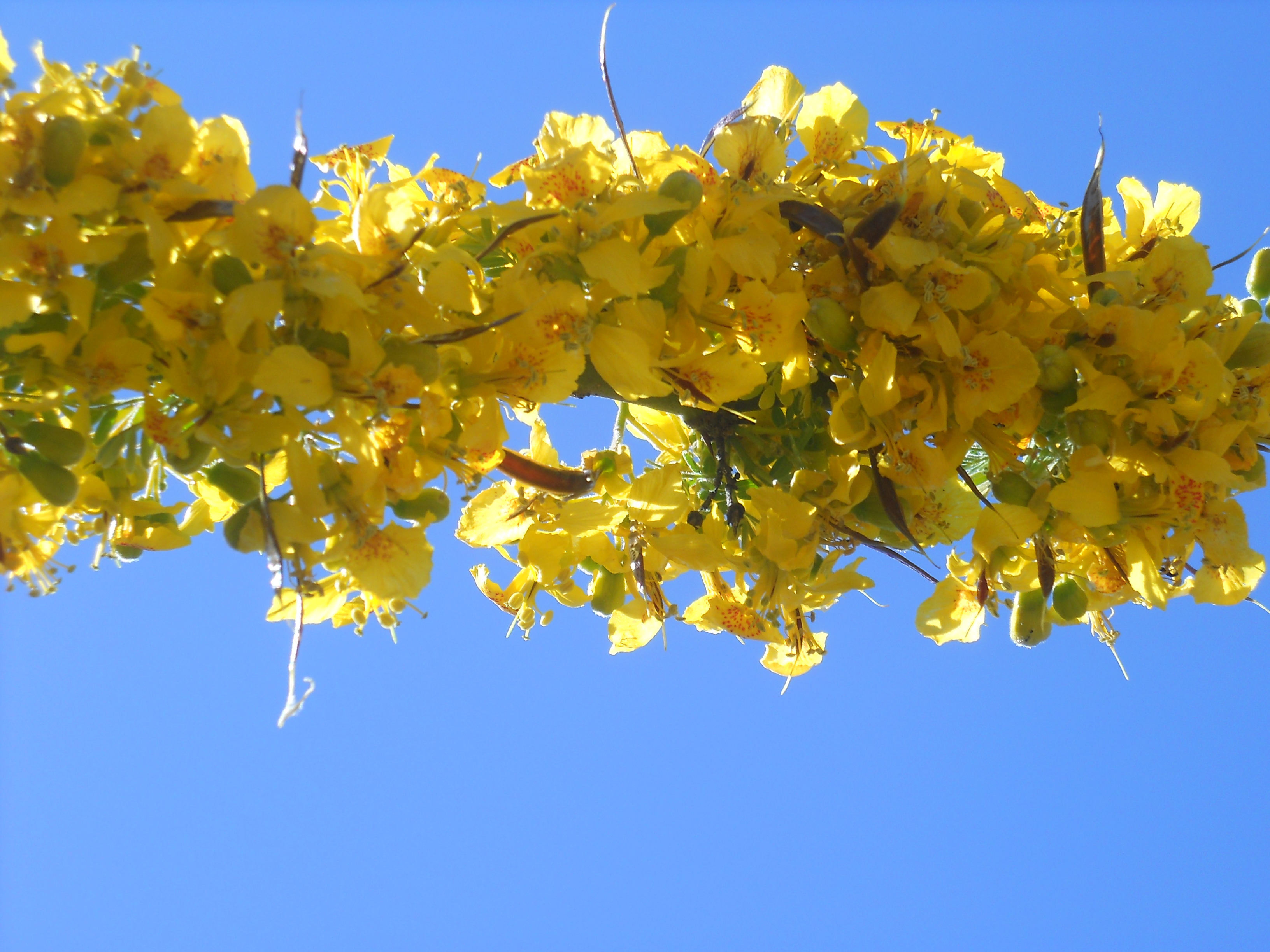